# Chain Reaction (chanson)
Pour les articles homonymes, voir Chain Reaction.
Singles de Diana Ross
Eaten Alive
(1985) If We Hold On Together
(1988)
Chain Reaction est une chanson interprétée par la chanteuse américaine Diana Ross, écrite et composée par Barry, Robin et Maurice Gibb du groupe les Bee Gees. Sortie en single en novembre 1985, elle est extraite de l'album Eaten Alive.
Elle connaît un succès international, arrivant en tête des ventes au Royaume-Uni, en Irlande et en Australie. Aux États-Unis cependant, elle ne dépasse pas la 66e place du Billboard Hot 100 mais fait mieux, grâce à un remix, dans le classement des titres diffusés en discothèque (le Hot Dance Club Songs) avec une 7e place.
Un nouveau remix est produit en 1993. Il entre dans les classements des ventes au Royaume-Uni et en Irlande.
En 2001, la chanson est reprise par le groupe de pop britannique Steps. Cette version obtient du succès essentiellement au Royaume-Uni et en Irlande. 

## Classements hebdomadaires
Version originale
| Classement (1986)                      | Meilleure place |
| -------------------------------------- | --------------- |
| Afrique du Sud (Springbok Radio)       | 4               |
| Allemagne (GfK Entertainment)          | 11              |
| Australie (Kent Music Report)          | 1               |
| Belgique (Flandre Ultratop 50 Singles) | 35              |
| Canada (RPM 100 Singles)               | 40              |
| États-Unis (Billboard Hot 100)         | 66              |
| États-Unis (Hot Dance Club Songs)      | 7               |
| France (SNEP)                          | 20              |
| Irlande (IRMA)                         | 1               |
| Nouvelle-Zélande (RMNZ)                | 3               |
| Pays-Bas (Single Top 100)              | 40              |
| Royaume-Uni (UK Singles Chart)         | 1               |
| Suisse (Schweizer Hitparade)           | 20              |

Chain Reaction '93
| Classement (1993)              | Meilleure place |
| ------------------------------ | --------------- |
| Irlande (IRMA)                 | 26              |
| Royaume-Uni (UK Singles Chart) | 20              |

## Certifications
| Pays              | Certification | Unités certifiées |
| ----------------- | ------------- | ----------------- |
| Royaume-Uni (BPI) | Or            | 500 000           |

## Version de Steps
Le groupe britannique Steps sort en single une reprise de Chain Reaction en septembre 2001, tirée de la compilation Gold: Greatest Hits.

### Classements hebdomadaires
| Classement (2001)              | Meilleure place |
| ------------------------------ | --------------- |
| Australie (ARIA)               | 41              |
| Écosse (OCC)                   | 3               |
| Irlande (IRMA)                 | 8               |
| Royaume-Uni (UK Singles Chart) | 2               |

### Certifications
| Pays              | Certification | Unités certifiées |
| ----------------- | ------------- | ----------------- |
| Royaume-Uni (BPI) | Argent        | 200 000           |